# ICNCP
De ICNCP (International Code of Nomenclature for Cultivated Plants) regelt wereldwijd de naamgeving van cultivars, groepen, grexen en enthybriden. 
Bijvoorbeeld de naam van een :
- cultivar: Cedrus libani subsp. atlantica 'Mt St Catherine'
- Groep: Rhododendron boothii Mishmiense Groep
- ent-hybride: +Crataegomespilus

De ICNCP werkt binnen het raamwerk dat de International Code of Nomenclature for algae, fungi, and plants (ICNafp) (voorheen ICBN) vormt, als aanvullende regelgeving. De ICNCP is van origine afgeleid van de ICBN en werkt tot op zekere hoogte hetzelfde, maar heeft haar eigen concepten en regels. Beide Codes hebben een analoge doelstelling:
- De ICNafp is erop gericht te zorgen dat elke plantengroep die vanuit taxonomisch oogpunt (dus wetenschappelijk oogpunt) erkenning verdient, een botanische naam heeft die over de hele wereld geaccepteerd wordt.
- De ICNCP is erop gericht te zorgen dat elke gekweekte plant die in bosbouw, landbouw, tuinbouw e.d. erkenning verdient, een cultivarnaam (of enthybride naam) heeft die over de hele wereld geaccepteerd wordt.

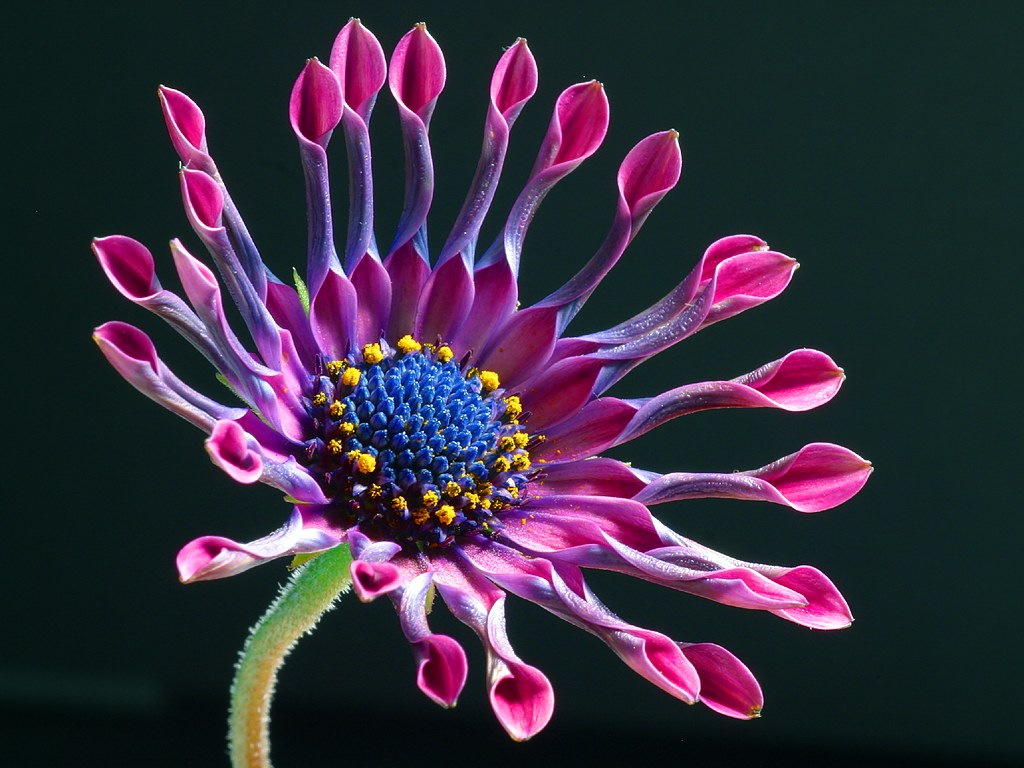
Deze Osteospermum 'Pink Whirls' is een succesvolle cultivar.

Beide Codes stellen de publicatie van de naam centraal: dit is de belangrijkste nomenclatorische gebeurtenis. Een verschil is dat in de ICNafp een naam gekoppeld is aan één of meer types (die niet noodzakelijk typerend zijn), waar in de ICNCP een cultivarnaam gekoppeld is aan een nomenclaturele standaard (een exemplaar dat wel typerend is).
Een ander groot verschil is dat in een cultivaraanduiding ook tekens anders dan de 26 letters van het alfabet mogen voorkomen, inclusief spaties. De regels waaraan een cultivaraanduiding moet voldoen zijn diverse malen gewijzigd: voor cultivaraanduidingen gepubliceerd in diverse tijdvakken gelden verschillende regels. Een cultivaraanduiding mag nooit vertaald worden: de oorspronkelijke naam geldt. Wel mag ze getranscribeerd worden: bijvoorbeeld uit het Japans naar westerse lettertekens.
Een cultivarnaam bestaat uit een botanische naam van een genus of lagere eenheid plus een cultivaraanduiding of uit een Nederlandse naam plus cultivaraanduiding (vermits deze Nederlandse naam eenduidig is), zodat de volgende drie namen op dezelfde cultivar betrekking hebben:
- Appel 'James Grieve'
- Malus domestica 'James Grieve'
- Malus pumila 'James Grieve'